# Archanara rufa
Archanara rufa är en fjärilsart som beskrevs av Tutt 1891. Archanara rufa ingår i släktet Archanara och familjen nattflyn. Inga underarter finns listade i Catalogue of Life.